# Intel

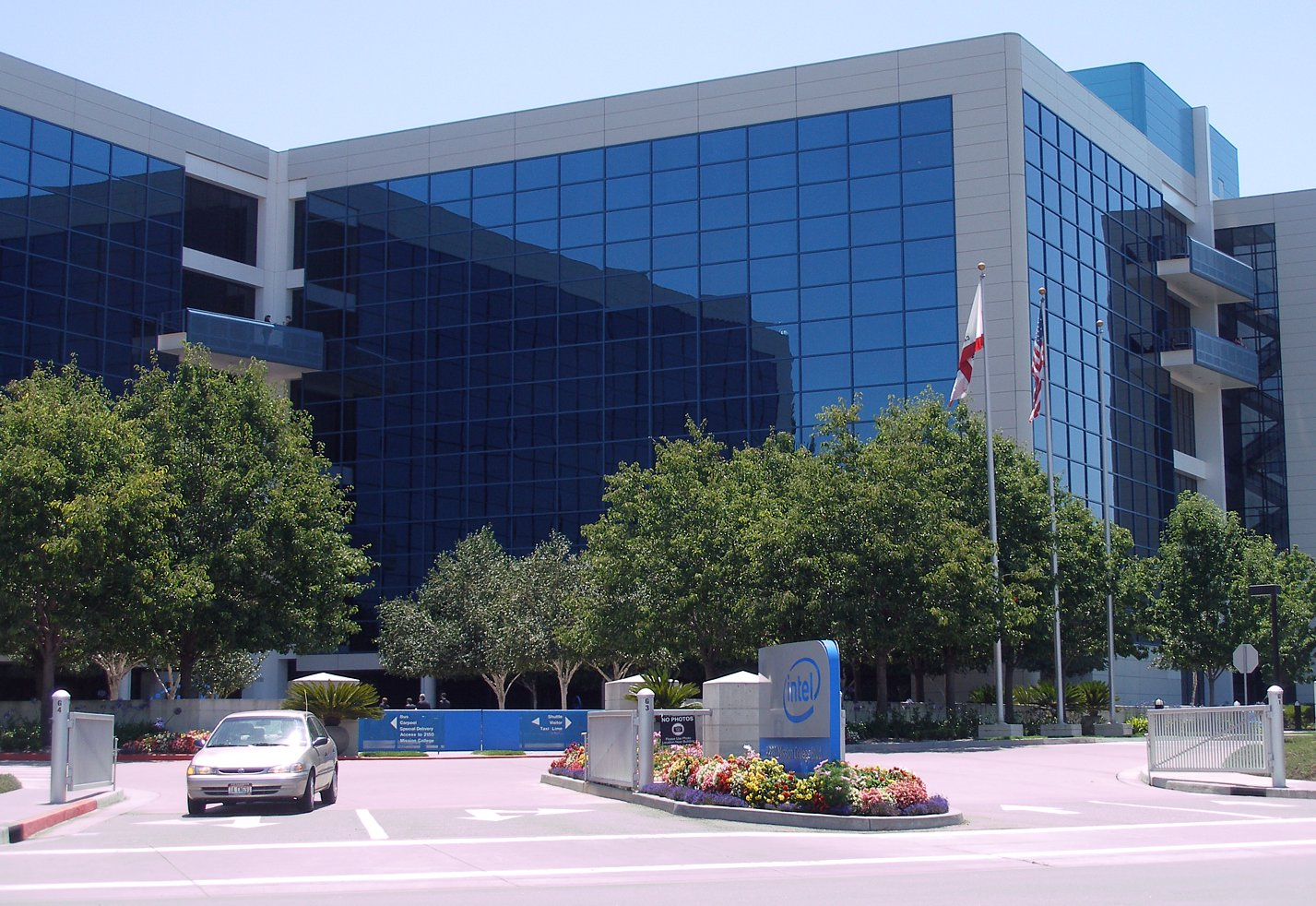
Centrála Intelu, Santa Clara, Kalifornie

Společnost Intel Corporation je největším světovým výrobcem polovodičových obvodů a dalších zařízení. Hlavní sídlo firmy je v kalifornském městě Santa Clara v USA, v lokalitě nazývané Silicon Valley. Celé sídlo Intelu je složeno z komplexu několika budov, centrála je pak v budově pojmenované po zakladateli společnosti Robertu Noyceovi. V sídle Intelu také naleznete muzeum mikroprocesorů.
Po celém světě pracuje pro společnost Intel přes 96 500 zaměstnanců. Jako jedna z největších světových společností s ročním obratem 37,6 miliard $ (2008) a hodnotou 127 miliard $ (k 8. červnu 2006) je společnost kótována na mnoha světových burzách (NASDAQ: INTC; SEHK: 4335)
Intel je znám mezi běžnými lidmi především svými procesory. Ročně jich vyrobí přes 100 miliónů, což je zhruba 75 % celosvětové produkce x86 procesorů (r. 2000). Kromě procesorů pro osobní počítače vyrábí procesory pro PDA, čipsety, flash paměti, telekomunikační čipy i multimediální vybavení domácností (dětské elektronické mikroskopy a web kamery).
Intel se koncem roku 2005 rozhodl změnit své 37 let staré logo i známý slogan. Slogan Intel inside tak nahradil claim Leap ahead („skok kupředu“).

## Historie
Společnost byla založena Robertem Noycem, Gordonem Moorem (který se proslavil díky svému Moorově zákonu), Arthurem Rockem a Maxem Palevskym v roce 1968 pod původním názvem Integrated Electronics Corporation. Moore a Noyce přišli z Fairchild Semiconductor a stali se tím prvními zaměstnanci. Rock nebyl zaměstnanec ale investor. Celková počáteční investice činila 2,5 milionu dolarů směnitelných dluhopisů a 10 tisíc dolarů od Arthura Rocka. Pouze 2 roky poté dokončil Intel svou první nabídku akcií (IPO) a získal 6,8 milionu dolarů (23 dolarů za akcii). Třetí zaměstnanec Intelu Andy Grove byl původně chemický inženýr, který později po velkou část 80. a 90. let společnost řídil.

## Produkty

### Procesory
V roce 2008 uvedl Intel dvě nové platformy. Procesory Core i7 založené na architektuře Nehalem do Patice 1366.
Dále to byl Atom určený pro netbooky, který je v 441-ball µFCBGA pouzdře (letování přímo na PCB).
Mezi třetím a čtvrtým kvartálem 2009 uvedl Intel na trh Core i5 a pro něj Patici 1156.
V lednu roku 2011 Intel zahájil prodej Core i5 a i7 2. generace s produktovým označením Sandy Bridge pro patici 1155 (do vydání Sandy Bridge-E jedna z nejvýkonnějších).
Během listopadu 2011 byl uveden procesoru i7 Sandy Bridge-E nejvýkonnější procesory současnosti pro patici 2011.
Během dubna roku 2012 došlo k vydání procesoru Ivy Bridge pro patici 1155. V červnu roku 2013 Intel vydal procesory Core 4. generace Haswell s paticí 1150.

### Čipové sady
Pro Core 2 Duo a Quad má nejnovější čipovou sadu x4x (P45, G43,...). Pro Core i7 to je X58.

### Grafické karty

#### DirectX kompatibilní
Intel se už dlouhou dobu věnuje vývoji pouze integrovaných grafických čipů Intel Graphics Media Accelerator (zkráceně GMA) do jejich čipsetů. Nejnovější je X4500 v x45 čipsetech.

#### Vlastní architektura
Intel pracoval na projektu Larrabee, šlo o grafickou kartu založenou na velkém počtu jednoduchých x86 jader.
- Vydání 4Q 2012.
- Kompatibilní s x86 instrukcemi.
- Jazyk pro programování je Intel CT.
- Mnoho malých x86 jader.
- Každé jádro má připojenou 512bitovou vektorovou jednotku a speciální jednotku pro práci s texturami.
- 45nm proces.
- 600mm2 plocha.
- Označení jádra P55C.
- Počet tranzistorů je 1,65–1,7 miliardy.

## Centrino
Centrino je označení, které zaručuje, že dané zařízení obsahuje specifikované součásti (hardware). Skládá se z procesoru, čipsetu + grafiky a WiFi. To vše vyráběné Intelem. Většinou se jedná o součástky ze střední třídy.

## Porušování pravidel hospodářské soutěže v Evropské unii
Evropská komise 13. května 2009 vyměřila firmě Intel rekordní pokutu 1,06 miliardy eur za poskytování slev odběratelům pod podmínkou omezení použití čipů konkurence. Tím byla narušena evropská pravidla pro hospodářskou soutěž. Podle Evropské komise Intel poškozoval konkurenci od roku 2002, porušování pravidel hospodářské soutěže ze strany americké firmy se týkalo především čipů s označením x86 CPU. Dále podle EK platil Intel majiteli řetězce s elektronikou MediaMarkt za to, aby skladoval výhradně počítače s čipem Intel. Rozhodnutí komise je konečné a není možné se již proti němu odvolat. Intel přesto obvinění popírá. V jiných zemích byl odsouzen jako vinen, proto se předpokládá že i zde nakonec odvolání neuspěje.
Intel se s firmou AMD mimosoudně dohodl na vyrovnání ztráty ze zisku částkou 1,25 miliardy USD. Firma AMD ale kvůli omezování konkurentem přišla odhadem o cca 30-50 miliardy amerických dolarů.

## Zranitelnost
V posledních letech se objevují leta přítomné neodstranitelné zranitelnosti procesorů. Je to například Meltdown, Spectre či zranitelnost umožňující obejít kryptografickou ochranu.

#### Larrabee
- Larrabee, revoluční GPU od Intelu Archivováno 13. 2. 2009 na Wayback Machine.
- Intel Larrabee proti ATI a NVIDIA: Paralelismus, Intel CL, x86 architektura
- Larrabee na IDF v Pekingu Archivováno 12. 4. 2009 na Wayback Machine.
- A First Look at the Larrabee New Instructions (LRBni)
- Grafika od Intelu – Larrabee bude mít 1,7 miliardy tranzistorů na 600mm2
- Larrabee a nová fyzika
- Grafika od Intelu – Intel LARABEE vyjde až během roku 2010